# 守島基博
守島 基博（もりしま もとひろ）は、日本の経営学者。専門は、人的資源管理論・労使関係論。一橋大学名誉教授。慶應義塾大学大学院経営管理研究科教授・一橋大学大学院商学研究科教授・学習院大学副学長を歴任。
経営行動科学学会会長、厚生労働省労働政策審議会委員、財務省独立行政法人評価委員会委員、経済産業省産業構造審議会臨時委員、厚生労働省中央労働委員会公益委員、組織学会評議員、東京財団仮想制度研究所（VCASI）フェロー、『日本の人事部「HRアワード」』選考委員長を歴任。1997年から独立行政法人労働政策研究・研修機構特別研究員。組織学会高宮賞受賞。

## 略歴
- 1980年 慶應義塾大学文学部社会学専攻卒業
- 1982年 慶應義塾大学大学院社会学研究科社会学専攻修士課程修了
- 1986年 イリノイ大学産業労使関係研究所博士課程修了（Ph.D）
- 1986年 サイモンフレーザー大学経営学部助教授
- 1990年 慶應義塾大学総合政策学部助教授
- 1999年 慶應義塾大学大学院経営管理研究科教授
- 2001年 一橋大学商学部教授
- 2017年 学習院大学経済学部経営学科教授
- 2018年 学習院大学副学長[2]
- 2020年 一橋大学名誉教授[7]